# Hans von Tettau
Hans von Tettau (30 de noviembre de 1888 - 1956) fue un militar alemán que participó en las Primera y Segunda Guerras Mundiales; llegó a alcanzar el rango de General de Infantería. Comandó la 24.ª División de Infantería de la Wehrmacht, entre el 14 de junio de 1940 y el 23 de febrero de 1943. Entre septiembre de 1943 y finales de 1944, comandó un centro de entrenamiento de las SS en Arnhem. Cuando los aliados dieron inicio a la Operación Market Garden, von Tettau organizó el Kampfgruppe von Tettau, para encabezar la resistencia en Arnhem. Según Michael Burleigh, dio órdenes para que se pusiera fin al fusilamiento sumario de prisioneros soviéticos (El III Reich, pág. 554).
| Predecesor: Justin von Obernitz | Comandante de la 24.ª División de Infantería 14 de junio de 1940 - 23 de febrero de 1943 | Sucesor: Kurt Versock |

- Datos: Q126419